# 克隆克里郡政府
克隆克里郡（英語：Shire of Cloncurry）是澳大利亞昆士蘭州西北部的地方政府，轄境有48113.3平方公里。由於鈾礦採掘完畢而關閉、沒落的鬼鎮瑪麗·凱薩琳即位於本郡。